# Ken Calvert

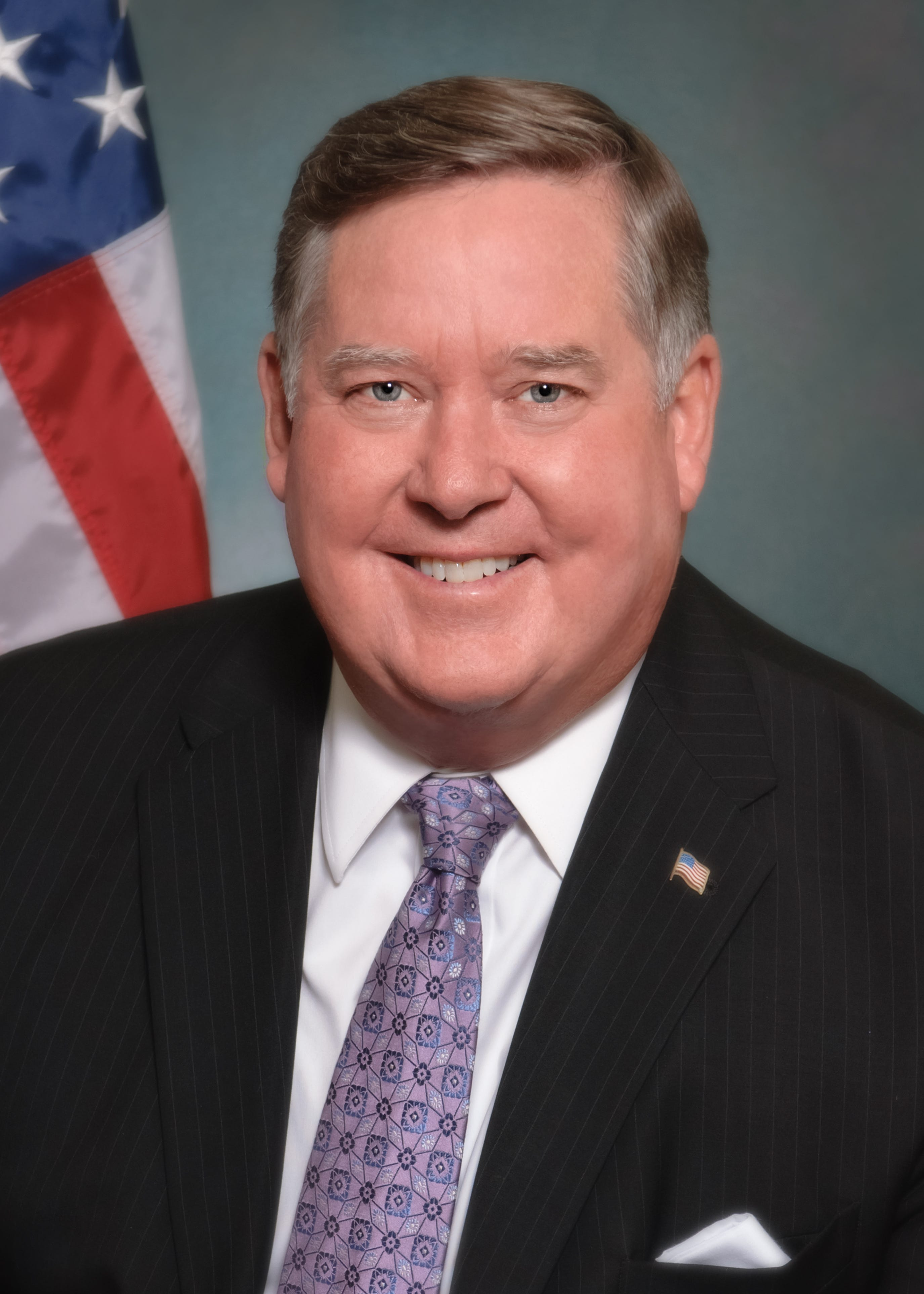
Ken Calvert 2017.

Kenneth Stanton "Ken" Calvert, född 8 juni 1953 i Corona, Kalifornien, är en amerikansk republikansk politiker från södra Kalifornien. Han är ledamot av USA:s representanthus sedan 1993.
Calvert gick i skola i Corona High School i Corona. Han studerade sedan vid Chaffey College i Rancho Cucamonga och vid San Diego State University i San Diego. Han deltog i Victor Veyseys kampanjer i 1970 och 1972 års kongressval. Han var sedan verksam som affärsman. Han förlorade i republikanernas primärval inför kongressvalet 1982 mot Al McCandless.
Calvert vann knappt mot demokraten Mark A. Takano i kongressvalet 1992. Han har omvalts åtta gånger.